# Железнодорожный транспорт в Буркина-Фасо
Железнодорожный транспорт Буркина-Фасо - вид наземного транспорта в Буркина-Фасо. 

## История
Железнодорожная линия из морского порта Абиджан достигла территории Буркина-Фасо в 1934 году, когда страна являлась колонией в составе Французской Западной Африки.
В 1954 году дорога была достроена до столицы Уагадугу. После обретения независимости дорога постепенно теряла своё значение. В 2002 году сообщение с Кот-д'Ивуаром было прервано из-за беспорядков в этой стране, однако в 2004 году возобновлено.

## Современное состояние
Железные дороги состоят из 622 км пути, из которых 517 км принадлежат линии Уагадугу-Абиджан и 105 км пути принадлежат линии Уагадугу-Кая. Ширина колеи составляет 1000 мм, масса погонного метра рельса 25 кг, используются металлические шпалы. Основным грузом являются нефтепродукты. В локомотивном парке только тепловозы[уточнить].
На январь 2024 года осуществлялось пассажирское движение между Уагадугу и Бобо-Диуласо (двухвагонный поезд курсирует один раз в неделю). Из Буркина-Фасо в Кот-д'Ивуар пассажирское движение не осуществляется, однако регулярно ходят товарные поезда.
В июне 2023 года в очередной раз было объявлено о реконструкции дороги, однако на август 2024 года работы не начались.

## Железнодорожные связи со смежными странами
- Кот-д’Ивуар — да, одинаковая колея — 1000 мм.
- Мали — нет, одинаковая колея — 1000 мм.
- Бенин — нет, одинаковая колея — 1000 мм.
- Того — нет, одинаковая колея — 1000 мм.
- Гана — нет, изменение ширины колеи с 1000 мм на 1067 мм.
- Нигер — нет.